# Качмарчик, Агнешка
 Агнешка Качмарчик  (пол. Agnieszka Kaczmarczyk; род. 23 мая 1989, Щецин) — польская баскетболистка, выступающая за «Коста-Мазнага». Играет в амплуа тяжёлого форварда. Неоднократная участница многих международных соревнований в составе сборной Польши.

## Биография
Качмарчик Агнешка воспитанница щецинского баскетбола, выступая за местный клуб «СТК Куси», она стала постоянно привлекаться в состав национальной сборной различных возрастов.  В возрасте 16 лет состоялся официальный дебют в кадетской сборной на чемпионате Европы — 2005, где сборную Польши ожидал успех, команда завоевала бронзовую медаль. На следующий год, уже в юниорской сборной (до 18 лет), Агнешка, проведя на площадке в среднем 27,4 минуты (второй показатель в команде), была лучшая по блок-шотам – 0,6 за игру. Перед началом сезона 2006/07 Качмарчик подписала контракт с командой элитного польского дивизиона «KSSSE AZS PWSZ Гожув» и в первом же сезоне отыграла всего лишь 3 игры. Зато после окончания сезона Агнешка участвовала в юниорском чемпионате Европы — 2007, где сборная Польши остановилась в шаге от медалей, проиграв в матче за 3-е место сборной России – 65:71. Качмарчик была одна из лучших в той команде, отыграв все 8 игр в среднем 30,1 минуты (2-й показатель в команде), сделав 9,9 подбора за игру. 
Следующей ступенью стала молодёжная сборная Польши, в 2008 году она помогла команде выйти из Дивизиона «В» в основной чемпионат и уже в 2009 году, будучи лидером сборной, Польша заняла 5-е место из 14 команд. Качмарчик набрала больше всех очков – 12,8 в среднем, проведя на площадке больше всех – 28,8 минут.
Начиная с сезона 2008/09 Агнешка становится основной баскетболисткой гожувской команды, в этом сезоне, в-первые в своей истории, клуб играл в финале чемпионата Польши с «Лотосом» из Гдыни. Проиграв серию 1-4 «Гожув» завоевал серебряные медали.  В сезоне 2009/10 всё повторилось, серия в финале с «Лотосом» проиграна 1-3, но несомненным успехом в карьере Агнешки стало то, что она участвовала в Матче всех звёзд польской лиги 2010 за сборную Польши. В сезоне 2010/11 «Лотос» был обыгран, правда уже в матче за 3-е место, команда завоевала бронзовые медали.
18 июня 2011 года в матче со сборной Черногории, на «домашнем» Чемпионате Европы, состоялся дебют во «взрослой» сборной — 14 минут, 2 очка. Также в этом году Агнешка  выступала за студенческую сборную Польши на Универсиаде - 2011.
В январе 2012 года после ухода Катажины Дзивгальской в декрет, Агнешка Качмарчик в 22 года стала капитаном команды «Гожув» . Но летом этого же года спортсменка переходит в команду из Прушкува «Матизол Лидер», играющую в элитном дивизионе с 2009 года. Также летом 2012 года Агнешка, из-за травмы, не смогла помочь сборной пройти квалификацию чемпионата Европы - 2013, которая последний раз не выходила в финальный раунд чемпионата Европы 2007 года.
В новой команде Агнешка постоянно играет в «стартовой пятёрке» и по окончании сезона имеет второй результат в команде по набранным очкам (10,6) и подборам (5,9). В сезоне 2013/14 возвращается в родной Щецин, чтобы выступать за «Кинг Вилки Морски», которая дебютировала в элитном дивизионе. И здесь она вновь имеет второй результат в команде по набранным очкам (10,4) и подборам (5,7). После окончания сезона её снова, спустя 3 года призвали под знамёна национальной сборной для участия в квалификационном турнире к чемпионату Европы — 2015. Также она подписала новый контракт с одним из грандом польского баскетбола краковской «Вислой».

## Достижения
- Бронзовый призёр чемпионата Европы среди кадеток: 2005
- Серебряный призёр чемпионата Польши: 2009, 2010
- Бронзовый призёр чемпионата Польши: 2008, 2011
- Обладатель Кубка Польши: 2015, 2019
- Финалист Кубка Польши: 2017

### Статистика выступлений за клубы (средний показатель)
|  | Кубок Европы |
|  | Евролига     |

| Клуб                           | Сезон   | Чемпионат | Чемпионат | Чемпионат | Чемпионат | Еврокубки | Еврокубки | Еврокубки | Еврокубки |
| Клуб                           | Сезон   | Игр       | Очк       | Подб      | Перед     | Игр       | Очк       | Подб      | Перед     |
| ------------------------------ | ------- | --------- | --------- | --------- | --------- | --------- | --------- | --------- | --------- |
| «Гожув» (Гожув-Велькопольский) | 2006-07 | 3         | 1,3       | 0,7       | -         | -         | -         | -         | -         |
| «Гожув» (Гожув-Велькопольский) | 2007-08 | 19        | 3,3       | 2,2       | 0,4       | 3         | 4,0       | 0,7       | 0,7       |
| «Гожув» (Гожув-Велькопольский) | 2008-09 | 32        | 5,5       | 3,4       | 0,8       | 6         | 6,0       | 4,0       | 1,3       |
| «Гожув» (Гожув-Велькопольский) | 2009-10 | 28        | 5,8       | 4,7       | 1,2       | 10        | 6,6       | 4,0       | 0,9       |
| «Гожув» (Гожув-Велькопольский) | 2010-11 | 28        | 7,5       | 4,2       | 0,7       | 10        | 5,2       | 2,7       | 0,6       |
| «Гожув» (Гожув-Велькопольский) | 2011-12 | 27        | 8,2       | 6,9       | 1,1       | -         | -         | -         | -         |
| «Матизол Лидер» (Прушкув)      | 2012-13 | 21        | 10,6      | 5,9       | 1,2       | -         | -         | -         | -         |
| «Кинг Вилки Морски» (Щецин)    | 2013-14 | 25        | 10,4      | 5,7       | 1,2       | -         | -         | -         | -         |

### Статистика выступлений за сборную Польши (средний показатель)
| Сборная        | Сезон | Место        | Чемпионат | Чемпионат | Чемпионат | Чемпионат |
| Сборная        | Сезон | Место        | Игр       | Очк       | Подб      | Перед     |
| -------------- | ----- | ------------ | --------- | --------- | --------- | --------- |
| ЧЕ (до 16 лет) | 2005  | 3            | 7         | 8,9       | 7,9       | 0,3       |
| ЧЕ (до 18 лет) | 2006  | 14           | 8         | 7,0       | 5,4       | 0,4       |
| ЧЕ (до 18 лет) | 2007  | 4            | 8         | 10,3      | 9,9*      | 1,1       |
| ЧЕ (до 20 лет) | 2008  | Див. «В» (2) | 7         | 10,6      | 8,1*      | 1,6       |
| ЧЕ (до 20 лет) | 2009  | 5            | 9         | 12,7*     | 6,0       | 1,4       |
| ЧЕ             | 2011  | 9            | 6         | 4,2       | 3,5       | 0,7       |
| Универсиада    | 2011  | 15           | 4         | 10,5      | 7,5       | 1,3       |

* — лучший показатель в команде